# جامعة رادفورد
جامعة رادفورد هي جامعة عامة في رادفورد ، فيرجينيا . وهي واحدة من ثماني جامعات حكومية تمنح الدكتوراه. تأسست في عام 1910 ، وتقدم مناهج للطلاب الجامعيين في أكثر من 100 مجال ، وبرامج الدراسات العليا بما في ذلك MFA ، و MBA ، و MA ، و MS ، و Ed.S. ، بسي. D. ، MSW ، والمتخصصة برامج الدكتوراه في المهن ذات الصلة بالصحة. 
تأسست مدرسة الولاية العادية والصناعية للنساء في رادفورد في رادفورد ككلية نسائية في عام 1910.  في عام 1924 ، تم تغيير اسم المدرسة إلى كلية المعلمين الحكومية في رادفورد ، بهدف أساسي هو تدريب المعلمين في منطقة الأبلاش . في عام 1943 ، كجزء من حركة التوحيد في الولاية ، اندمجت الكلية مع معهد فيرجينيا للفنون التطبيقية في بلاكسبرج القريبة ، حيث كانت في ذلك الوقت الحرم الجامعي للنساء في كلية منح الأراضي التي كان يغلب عليها الذكور.  تم حل الاندماج في عام 1964 وأصبحت كلية رادفورد مؤسسة مختلطة في عام 1972. بعد فترة من النمو المستمر والكبير ، مُنحت كلية رادفورد مكانة جامعية في عام 1979.  في عام 2008 ، أذنت الجمعية العامة لفيرجينيا بثلاثة برامج دكتوراه في جامعة رادفورد ، وتم منح درجات الدكتوراه الأولى في عام 2011. 

## الرؤساء
الرئيسة الحالية لجامعة رادفورد هي الدكتورة كارولين رينجر ليبر ، التي شغلت هذا المنصب منذ يوليو 2021. يشرف على إدارة الجامعة مجلس مؤلف من 15 عضوًا ، يتم تعيين أعضائه من قبل حاكم الكومنولث ويعملون لمدة أربع سنوات. في كل عام ، يختار المجلس أيضًا طالبًا وعضو هيئة تدريس للعمل كممثلين استشاريين.
الرؤساء السابقون:
- جون بريستون ماكونيل ، 1911-1937
- ديفيد ويلبر بيترز ، 1938-1951
- تشارلز نوكس مارتن جونيور ، 1952-1972 ، مستشار ، 1972-1973 ، الرئيس الفخري
- دونالد نيوتن ديدمون ، 1972-1994
- دوغلاس كوفينجتون ، 1995-2005 ، الرئيس الفخري
- بينيلوبي وارد كايل ، 2005-2016 ، الرئيس الفخري

## أكاديميون

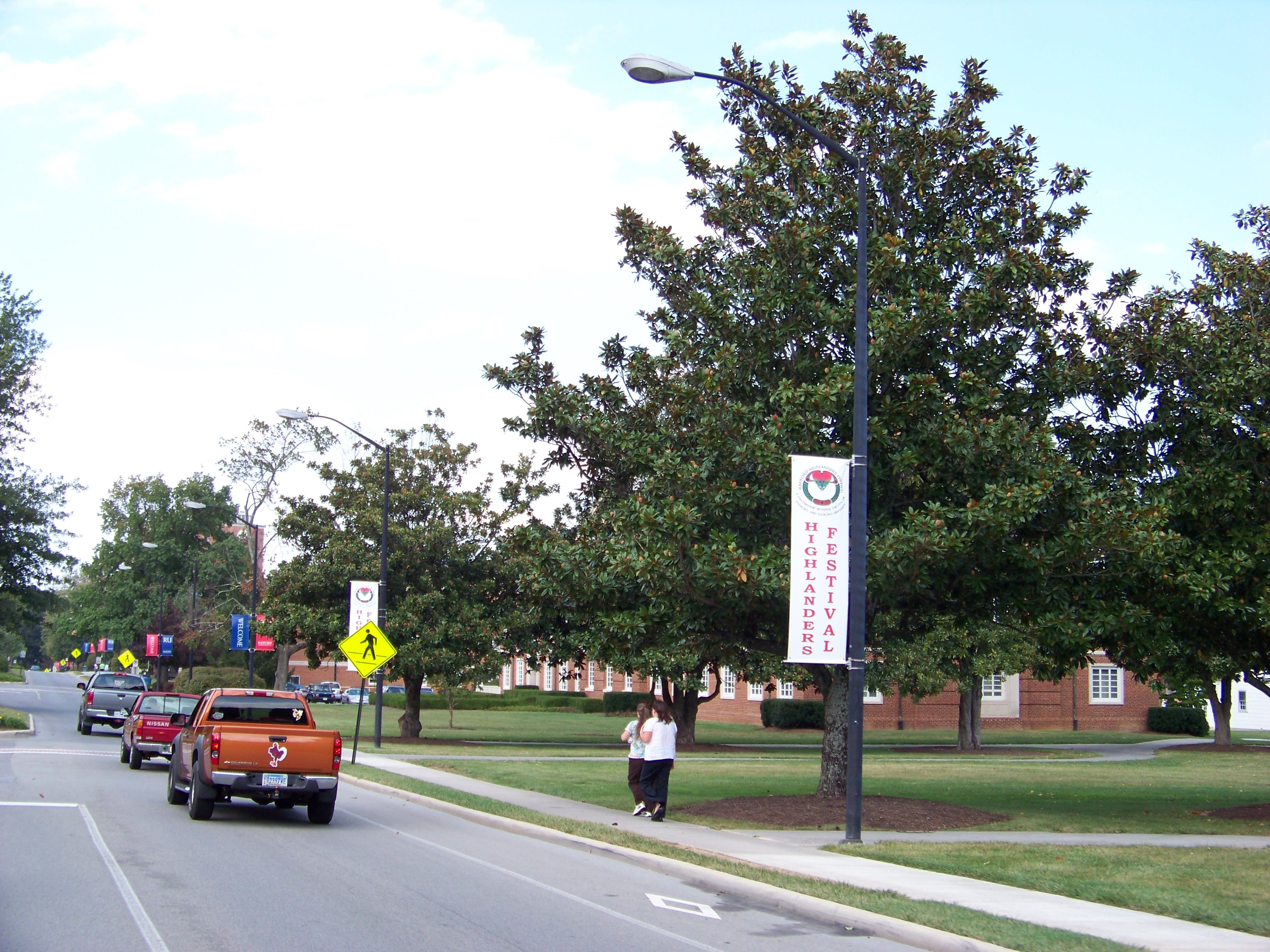
منظر لحرم جامعة رادفورد

تؤكد برامج البكالوريوس في جامعة رادفورد على الفنون الحرة والأعمال والعلوم وتعليم المعلمين. تم اعتماد برامج الدراسات العليا والجامعية في إدارة الأعمال التي تقدمها كلية إدارة الأعمال والاقتصاد في جامعة رادفورد من قبل جمعية تطوير كليات إدارة الأعمال (AACSB).
يبلغ معدل الطلاب / أعضاء هيئة التدريس بالجامعة 18: 1 بمتوسط حجم الفصل 31. 
أكثر من 80 في المائة من أعضاء هيئة التدريس حاصلون على درجات الدكتوراه أو درجات نهائية أخرى (ماجستير في إدارة الأعمال ، ماجستير في إدارة الأعمال ، دكتوراه ، دينار ، إلخ) في مجالاتهم.  تشمل البرامج الخاصة الدراسة في الخارج ، وأكاديمية الشرف ، و RU Connections الجدد الذين يعيشون / مجتمعات التعلم ، والتدريب الداخلي ، والتعاونيات ، والتعلم العملي والخدمي ، و Army ROTC ، مما يؤدي إلى اللجان في الجيش الأمريكي ، وفرص البحث الجامعية.
وقعت جامعة رادفورد وكلية مجتمع فيرجينيا الشمالية اتفاقية شراكة نقل مضمونة في 28 أغسطس 2017. 

## كليات البكالوريوس والدراسات العليا
تم تنظيم الجامعة في ست كليات جامعية وكلية دراسات عليا واحدة:
- كلية العلوم الإنسانية والسلوكية
- كلية ديفيس للأعمال والاقتصاد
- كلية التربية والتنمية البشرية
- كلية والدرون للصحة والخدمات الإنسانية
- كلية ارتيس للعلوم والتكنولوجيا
- كلية الفنون المرئية والمسرحية
- كلية الدراسات العليا والبحوث

داخل الكليات ، تم تصنيف بعض المجالات على أنها «مدارس» ، مثل كلية التمريض وكلية الخدمة الاجتماعية (في كلية الصحة والخدمات الإنسانية) وكلية الاتصال (في كلية العلوم الإنسانية والسلوكية). يجمع الأخير بين الأقسام السابقة للدراسات الإعلامية (الصحافة والإذاعة وتصميم الويب والإعلان) والاتصالات (علم أمراض الكلام واللغة والعلاقات العامة).
تقدم كلية الدراسات العليا والبحوث 18 برنامجًا للحصول على درجات علمية في مجالات مثل الفن ، والأعمال التجارية ، والتواصل ، والإرشاد ، والعدالة الجنائية ، والتعليم ، واللغة الإنجليزية ، والموسيقى ، والتمريض ، والعلاج الوظيفي ، والعلاج الطبيعي ، وعلم النفس ، والعمل الاجتماعي.  أجاز مجلس الولاية للتعليم العالي في فرجينيا ثلاثة برامج دكتوراه في رادفورد في تقديم المشورة في علم النفس والعلاج الطبيعي وممارسة التمريض. دكتور علم النفس (Psy. د) في علم النفس الإرشادي قبل قبول طلابه الأوائل في خريف عام 2008. بدأ برنامج الدكتوراه في العلاج الطبيعي في صيف 2009. بدأ أول طلاب دكتوراه في ممارسة التمريض الدراسة في برنامج عبر الإنترنت في خريف عام 2010. 

## الحرم الجامعي والمجتمع
تبلغ مساحة جامعة رادفورد 204 أكر (0.83 كـم2) يقع الحرم الجامعي في منطقة سكنية في رادفورد ، فيرجينيا. تقع المدينة في مرتفعات فيرجينيا ، بين جبال بلو ريدج وأليغيني عند منعطف مزدوج في نهر نيو . تقع جميع قاعات الخدمات الإدارية والأكاديمية والطلابية والإقامة البالغ عددها 31 تقريبًا ، والعديد منها مبني على الطراز الجورجي المبني من الطوب الأحمر ، في ثلاثة أرباع الزوايا وطريق للمشاة على 76 أكر (310,000 م2) ، بينما توجد منطقة مجاورة كبيرة على طول النهر الجديد مفصولة عن الحرم الجامعي الرئيسي عن طريق طريق الولايات المتحدة 11 ، ويحتوي خط نورفولك الجنوبي للسكك الحديدية على المرافق الرياضية بالجامعة ومواقف السيارات للطلاب وشقق الطلاب. افتتحت الجامعة مبنى COBE الجديد (كلية الأعمال والاقتصاد) في عام 2012.  في عام 2014 تم افتتاح مركز لياقة جديد للطلاب. تم افتتاح مركز جديد للعلوم خلال فصل الربيع من عام 2016. في فصل الخريف التالي ، افتتح مبنى CHBS الجديد (كلية العلوم الإنسانية والسلوكية) أبوابه. اعتبارًا من عام 2016 ، تم تجديد جميع مساكن الطلبة تقريبًا في رادفورد. التجديدات جارية حاليًا للعديد من المباني في الحرم الجامعي.
على حدود نهر ليتل ، وعلى بعد حوالي خمسة أميال من الحرم الجامعي ، توجد محمية سيلو ، 376 أكر (1.52 كـم2) احتياطي ومرصد وتراجع ومركز مؤتمرات تملكه مؤسسة الجامعة. 

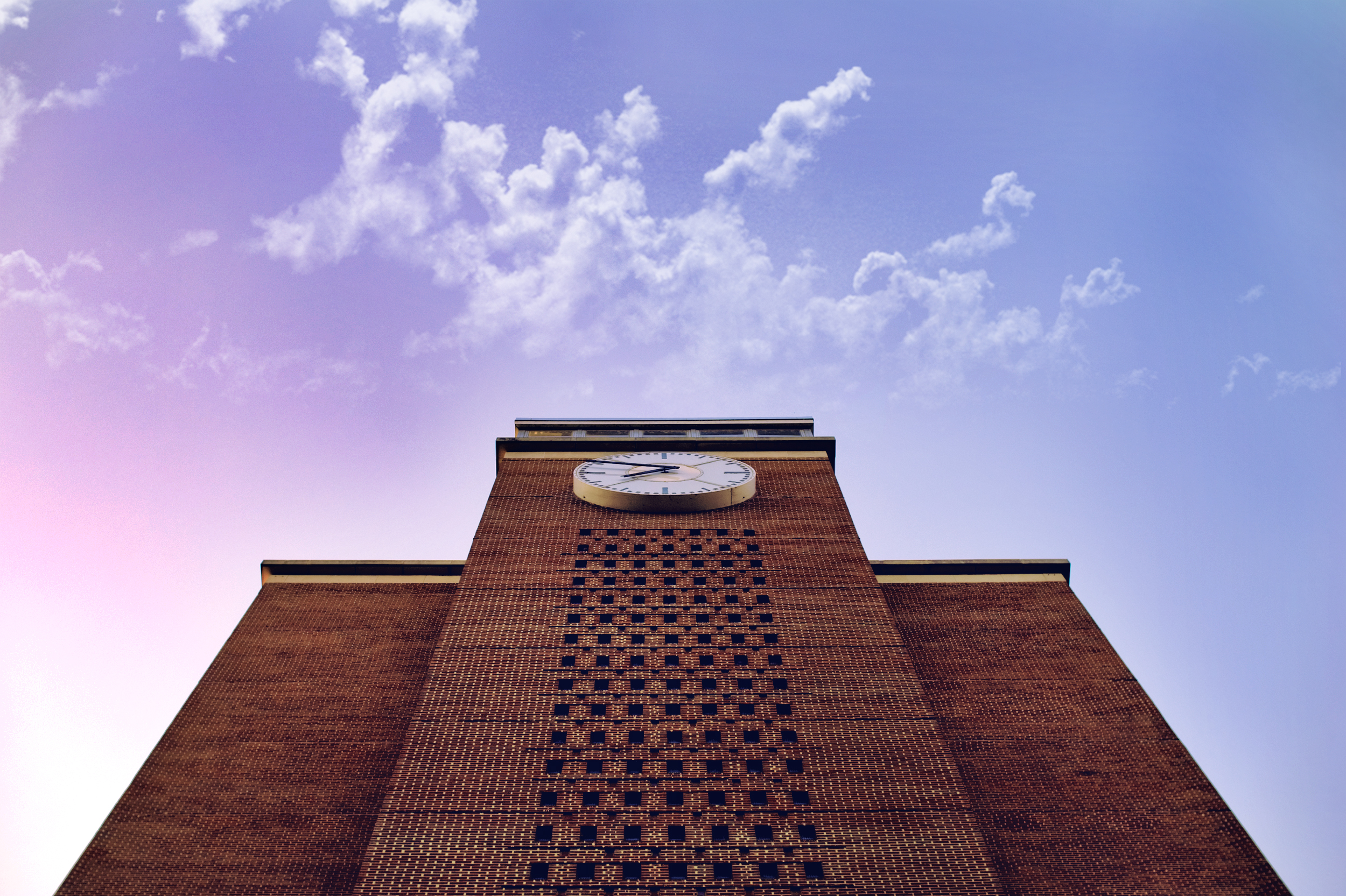
برج الساعة من قاعة الإقامة قاعة موسى

تعد جامعة رادفورد أيضًا موطنًا للقبة السماوية بجامعة رادفورد - وهي قبة سماوية دائمة بقبة طولها 10 أمتار ، تعمل ببرنامج Digistar 5 القبة السماوية. يتم تشغيل القبة السماوية بشكل أساسي من قبل طلاب العمل ، ويديرها قسم الفيزياء. جميع العروض مجانية لجميع الحاضرين.

## الحياة الطلابية
يعيش حوالي 3800 من طلاب رادفورد في الحرم الجامعي في 15 مبنى سكني. 
تضم جامعة رادفورد أكثر من 270 ناديًا ومنظمة طلابية. بعضها عبارة عن رابطة الطلاب الحكومية ، والأخويات الأكاديمية المختلفة ، والنوادي ، والجمعيات في العديد من المجالات الأكاديمية ، وأكثر من ذلك.
تضم جامعة رادفورد مجموعة متنوعة من المؤسسات الإعلامية الطلابية ، مثل The Tartan (صحيفة يديرها الطلاب) ،  راديو Free Radford ،  The Beehive (الكتاب السنوي / المجلة) ، Exit 109 (مجلة أدبية) ،  ROC -TV ، الملقب "Radford On Camera" (محطة تلفزيون للطلاب) ، Whim (مجلة على الإنترنت) و SMADS (إعلانات وسائط الطلاب).
لدى رادفورد مجموعة متنوعة من الجمعيات النسائية اليونانية. وأكثر من 17 منظمة دينية ومنظمة هي جزء من رابطة وزراء حرم جامعة رادفورد (RUCMA). يقيمون المناسبات الدينية والجماهير والاحتفالات طوال العام الدراسي.
 

## خريجين متميزين
- فرانك بيمر - المدير الفني السابق لبرنامج فرجينيا تك لكرة القدم.
- إيدي بتلر - لاعب MLB السابق مع كولورادو روكيز وشيكاغو كابس وتكساس رينجرز .
- كيرا كاس - مؤلف
- جافونتي جرين - لاعب الدوري الاميركي للمحترفين لفريق شيكاغو بولز
- بوليتيكس - موسيقى الروك
- راندال ج. كيرك - مؤسس شركة New River Pharmaceuticals والرئيس التنفيذي لشركة Intrexon [18]
- سكوت لونج - ناشط حقوقي يركز على المثليين في هيومن رايتس ووتش . زميل زائر في برنامج حقوق الإنسان بكلية الحقوق بجامعة هارفارد 2011-2012.
- مارلين ماغار - مجلس النواب بولاية فلوريدا
- نيك مايهوغ - الحائز على الميدالية الذهبية في سباقات المضمار والميدان في دورة الألعاب البارالمبية الصيفية لعام 2020
- جايما ميس - الممثلة والمغنية الأمريكية
- Ryan Meisinger - لاعب MLB الحالي لفريق St. Louis Cardinals
- أرتسيوم باراخوسكي (مواليد 1987) - لاعب كرة سلة بيلاروسي
- ستيف روبنسون - مساعد مدرب جامعة نورث كارولينا في تشابل هيل [19]
- مارتي سميث - معلق ESPN ومضيف برنامج Marty Smith's America [20]
- جوزيف يوست - فرجينيا مجلس المندوبين
- ديان ستوبار هيوز - إليوت في مجموعة الصباح

## روابط خارجية
- الموقع الرسمي
- موقع ويب رادفورد لألعاب القوى

لم يتم العثور على روابط لمواقع التواصل الاجتماعي.